# Récif de Tubbataha
Le récif de Tubbataha est un atoll récif corallien situé dans la mer de Sulu, à 98 milles nautiques (181 km) de la ville de Puerto Princesa, dans la province de Palawan aux Philippines. C'est un sanctuaire marin protégé appelé le Parc marin du récif de Tubbataha, fondé le 11 août 1988. Mesurant d'abord 332 km2, la présidente des Philippines Gloria Macapagal Arroyo augmenta la superficie protégée de 200 % en 2006, en portant celle-ci à 968,24 km2.
Ajouté sur la liste du patrimoine mondial de l'UNESCO en décembre 1993, le Parc est sous la protection du Département de défense nationale des Philippines et sous supervision technique du Conseil de développement durable de Palawan ainsi que le Département des ressources de l'environnement et naturelles. Il est administré en tant que partie de la commune de Cagayancillo, à Palawan. Des garde-côtes philippins sont présents sur l'un des bancs de sable en permanence pour surveiller la région et protéger le parc des braconniers.
Son nom de tubbataha vient de deux mots de langue sama signifiant « un long récif exposé à marée basse ».
Le récif est composé de deux atolls, méridional et septentrional. Chaque récif possède un îlot au centre. Les atolls sont séparés par un détroit profond mesurant 8 km de large. Le méridional est le plus petit des deux, mesurant 5 km de long et 3 de large ; le septentrional mesure 16 km de long et 5 km de large.
On peut y trouver plus d'un millier d'espèces de poissons, dont certains en danger d'extinction. Par exemple, parmi les espèces les plus nombreuses on y trouve des raies manta, des poissons-lions, des poissons-clowns, des tortues imbriquées…
Tubbataha est également un sanctuaire d'oiseaux. Un îlot au sud de l'atoll abrite un nombre d'espèces d'oiseaux assez important. On y trouve des dizaines de milliers de fous à pieds rouges, sternes, frégates.
Tubbataha est l'un des lieux de plongée sous-marine les plus populaires des Philippines. Il est très visité des touristes, qui y vont le plus souvent entre mi-mars et mi-juin. Des pêcheurs y établissent de temps en temps des huttes temporaires, mais, à part les garde-côtes, personne n'y vit pour de longues périodes.
Le 17 janvier 2013, l'USS Guardian (MCM-5), un chasseur de mines américain de la 7e flotte, s’est échoué sur les récifs de Tubbataha. Le navire n'a pu être dégagé. Jugé irrécupérable, il a été découpé sur place, les morceaux étant évacués par le Jascon 25, un navire de construction off-shore. L'opération a été menée à bien le 30 mars 2013. En avril 2013 c'est un bateau de pêche chinois qui est venu s'encastrer quasiment au même endroit.